# Simon Steen-Andersen
Simon Steen-Andersen (* 24. April 1976 in Odder, Dänemark) ist ein dänischer Komponist und Installationskünstler.

## Leben
Simon Steen-Andersen studierte Komposition (1998–2006) bei Karl Aage Rasmussen in Aalborg, Mathias Spahlinger in Freiburg, Gabriel Valverde in Buenos-Aires und bei Bent Sørensen und Hans Abrahamsen in Kopenhagen. Seine Zusammenarbeit erfolgte zum Beispiel mit dem Ensemble Modern, dem Ensemble recherche, bei den Donaueschinger Musiktagen, den Darmstädter Ferienkursen, dem Französischen Nationalorchester und der Radio-Kammerphilharmonie Hilversum. Ab 2008 war Steen-Andersen Lehrer für Komposition am Jütländischen Musikkonservatorium in Aarhus. Seit 2018 ist er Professor in der Abteilung Komposition und Théâtre musical an der Hochschule der Künste Bern. Er lebt in Berlin.
Der Musikverlag Edition·S veröffentlicht Steen-Andersens Musik.

## Auszeichnungen
- 2019: Preis des SWR Symphonieorchesters bei den Donaueschinger Musiktagen 2019[2]
- 2017: Komponistenpreis der Ernst von Siemens Musikstiftung
- 2017: Mauricio Kagel Musikpreis der  Kunststiftung NRW
- 2014: Künstlerpreis Musikpreis des Nordischen Rates
- 2013: Carl-Nielsen -prisen
- 2013: Kunstpreis Berlin (Kategorie Musik) der Akademie der Künste in Berlin
- 2010: Tribune internationale des compositeurs
- 2010: Aufenthalt als Gast des Berliner Künstlerprogramms des DAAD
- 2008: Holmboe Prisen
- 2008: Présences China
- 2008: Kranichsteiner Musikpreis der Darmstädter Ferienkurse
- 2006: Léonie-Sonning-Musikpreis
- 2005: Bisballes Artist Prize
- 2000: The Holmboe Prize

## Werke (Auswahl)
- Transit (55') (2021)
- Walk the Walk (90') (2020)
- The Loop of the Nibelung - a.k.a. Run Time Error @ Bayreuth (online-version 37'), (live-version 60') (2020)
- Trio für Big Band, Chor, Orchester und Video (45') (2019)
- Asthma (22') (2017)
- if this then that and now what (135') (2016)
- Korpus – für drei Harry Partch-instrumenten (12') (2015)
- Piano Concerto für Klavier, Sampler, Orchester und Video. (28') (2014).
- Inszenierte Nacht (55') (2013).
- Black Box Music (32') (2012).
- String Quartet No.2 (2012).
- Im Rauschen (9') (2011).
- Study for String Instrument # 3 (5') (2011).
- Double Up für Sampler und Kammerorchester (18') (2010).
- Ouvertures für verstärkte Guzheng, Sampler und Orchester (15') (2008/2010).
- Study for String Instrument # 2 (5'-6') (2007).
- Run Time Error (2009).
- Self Simulator (2009).
- Pretty Sound (Up And Down) (7'30) (2008).
- Beloved Brother (7') (2008).
- On And Off And To And Fro für Vibraphon, Sopran-Saxophon, Kontrabass und drei Musiker mit Megaphonen(15') (2008).
- SoundTAG (2008).
- Ouvertures (8') für verstärkte Guzheng, Sampler und Orchester (2008)
- Study for String Instrument # 1 (3'30-4'30) (2007)
- Nothing Integrated (21') (2007)
- In Her Frown (12') (2007)
- In Spite Of, And Maybe Even Therefore (9') (2007)
- Chambered Music (11') (2007)
- Loloopop (2006)
- [Speech sounds] (2005)
- Within Amongst (5') (2005)
- Amongst (33') (2005)
- Next To Beside Besides # 1-13 (+ ...) verstärkte Solostücke (3'30'') (2003 / '05)
- Amid (9') (2004)
- Beside Besides ( Next To Beside Besides # 0) (4'30) (2003)
- Besides (18') (2003)
- Drownwords (10') (2003)
- Rerendered (10') (2003, rev. '04)
- Among (Unattended Ones) (12') (2002)
- Split Point (12') (2002)
- Spin-Off (3') (2002)
- Praesens (16') (2001)
- Electro Miniature (the band) (2'30) (2001)
- In-side-out-side-in ... (10') (2001)
- De Profundis  (12') (2000)
- Impromptu (2000)
- String Quartet (10') (1999)
- Punctus Contra Punctum (1999)
- Polaroid (1999)
- Sinfonietta Variations (1999)
- Aurora (1999)
- Study for Percussion and Saxophone (1999)
- 4 Petitesses (1998)
- Suite for Ensemble für Solo Cello (1998)

## Diskographie
- 2020: Drownwords Complete Works for Guitar, Francesco Palmieri: classical & electric guitar, Brian Archinal: performer, Ensemble VERTIGO der Hochschule der Künste Bern, Lennart Dohms: conductor, Contrastes Records.
- 2011: Pretty Sound, Ensemble Asamisimasa (Norwegen), Dacapo Records. 8.226523: On And Off And To And Fro (2008), Rerendered (2003), Pretty Sound (Up and Down) (2009), Study for String Instrument #2 (2009).
- 2003: Praesens/Present, Danish Contemporary Music for 14 Musicians, SNYK, Kopenhagen, Dänemark; 1 CD.
- 1999: "getString", Silesian String Quartet, Dacapo Records, 8.226530: String Quartet (1999).